# Szelenc
Szelenc (szlovákul: Selce) község Szlovákiában, a Besztercebányai kerületben, a Korponai járásban.

## Fekvése
Korponától 13 km-re délre, a Korpona-patak völgyében fekszik.

## Története
1303-ban "Zelche" alakban említik először, a Hont nembeli Welk fiának birtokaként. Később hosszú ideig a bozóki apátsághoz tartozott. A 16. században Balassa Zsigmond és a Fánchy család birtokolta. A 18. században a nagyszombati szeminárium tulajdona. 1715-ben malom és 29 ház állt a településen, közülük 12 bognároké volt. 1828-ban 25 házában 155 lakos élt. Lakói főként mezőgazdaságból, erdei munkákból, faárukészítésből, bognármesterségből éltek.
Vályi András szerint "SZELCZE. Tót falu Hont Várm. földes Urai több Uraságok, lakosai evangelikusok, ’s a’ Pongyeloki Eklézsiához tartozandók, fekszik Tseh Brezónak, R. Lehotának, ’s Nagy-Szuhának szomszédságokban; határja 3 nyomásbéli, szántóföldgyei hegy óldalain fekszenek, ’s jó trágyázás után rozsot, és zabot teremnek; réttye kevés, erdeje nagy, és meszsze terjedő, tőlgy, tser, és bikkfákkal gazdag, ’s mindenféle vadakkal bővelkedik; lakosai kerékjártó mesterségből keresik othon fogyatkozó kenyereket, ’s munkáikat vásárokra hordogattyák."
Fényes Elek szerint "Szelcz, tót falu Honth vmegyében, Csábrág-Varkókhoz közel: 186 kath., 8 evang. lak., kik többnyire bodnárok, és kerékgyártók. F. u. a bozóki uradalom."
Hont vármegye monográfiája szerint "Szelencz, azelőtt Szelcz, tót kisközség, 25 házzal és 151 róm. kath. vallású lakossal; vasúti és táviró állomása Korpona, postája Csábrágvarbók. Első uraként a Hunt nemzetségbeli Welk fiát, Sándor ismerjük, 1303-ból. Majd a bozóki prépostság szerezte meg, melytől a mohácsi vész után elhódította Balassa Zsigmond, a ki Ferdinánd királytól adományt is nyert rá. Utóbb, a Fánchyak révén, ismét az egyház jutott a birtokába. A mult században még a nagyszombati papnevelő volt a földesura, most azonban nagyobb birtokosa nincsen."
A trianoni békeszerződésig Hont vármegye Korponai járásához tartozott.

## Népessége
| Év:            | 1994. | 2004.    | 2014.   | 2024.    |
| -------------- | ----- | -------- | ------- | -------- |
| Emberek száma: | 135   | 112      | 101     | 82       |
| Eltérés:       |       | -17,03 % | -9,82 % | -18,81 % |

| Év:            | 2023. | 2024.   |
| -------------- | ----- | ------- |
| Emberek száma: | 86    | 82      |
| Eltérés:       |       | -4,65 % |

1910-ben 173 lakosából 6 magyar és 166 szlovák anyanyelvű volt.
2001-ben 118 lakosa mind szlovák volt.
2011-ben 103 lakosából 102 szlovák volt.

## Nevezetességei
- A falu csipkeveréséről nevezetes.
- A falu közepén kis méretű harangláb található.

## Külső hivatkozások
- Községinfó
- Szelenc Szlovákia térképén
- Regionhont.sk
- E-obce.sk Archiválva 2008. február 7-i dátummal a Wayback Machine-ben